# Funivia Wengen-Männlichen
La funivia Wengen-Männlichen è una funivia ubicata a Lauterbrunnen che collega Wengen alla sommità del Männlichen.

## Storia
Nel 1949 venne fondato un comitato per la realizzazione di una funivia che collegasse la località sciistica di Wengen con la cima del Männlichen, dove poter effettuare delle escursioni: i lavori di costruzione iniziarono nel 1953 e l'impianto venne aperto al pubblico 22 luglio 1954. La funivia era dotata di due cabine le quali trasportavano 40 persone ciascuna: queste vennero sostituite nel 1963 con due da una capienza di 50 passeggeri.
Nel 1973 venne sostituito il motore mentre tra il 1992 e il 1993 l'intero impianto, eccetto le due stazioni, fu restaurato con la sostituzione delle cabine la cui capienza raggiunse le 80 unità e il tempo di percorrenza diminuì dai 6-7 ai 4-5 minuti.
Nella notte tra 22 e il 23 febbraio 1999 una valanga colpì la stazione a valle seppellendola sotto una coltre di circa dieci metri di detriti: la funivia venne quindi chiusa e si decise per la ricostruzione della stazione a valle fuori dalla zona valanghe; fu riaperta la fine dello stesso anno. Le 2018 le due vetture furono nuovamente sostituite, permettendo anche la possibilità di viaggiare esternamente.

## Dati tecnici
La funivia ha una lunghezza di circa 1 700 metri e supera un dislivello di 947 metri con una pendenza che oscilla tra il 70 e il 96%. Le vetture raggiungono una velocità di circa 10 metri al secondo impiegando circa 5 minuti a percorre l'intero tragitto, per una capacità di 860 persone all'ora.

## Interscambio
La stazione a valle è posta nei pressi della stazione di Wengen, lungo la ferrovia Wengernalpbahn, mentre la stazione a monte è nei pressi della cabinovia per Grindelwald.